# Lignes de tramway de la SNCV dans la province de Liège
Lignes de tramway vicinal de la Société nationale des chemins de fer vicinaux (SNCV) dans la province de Liège.

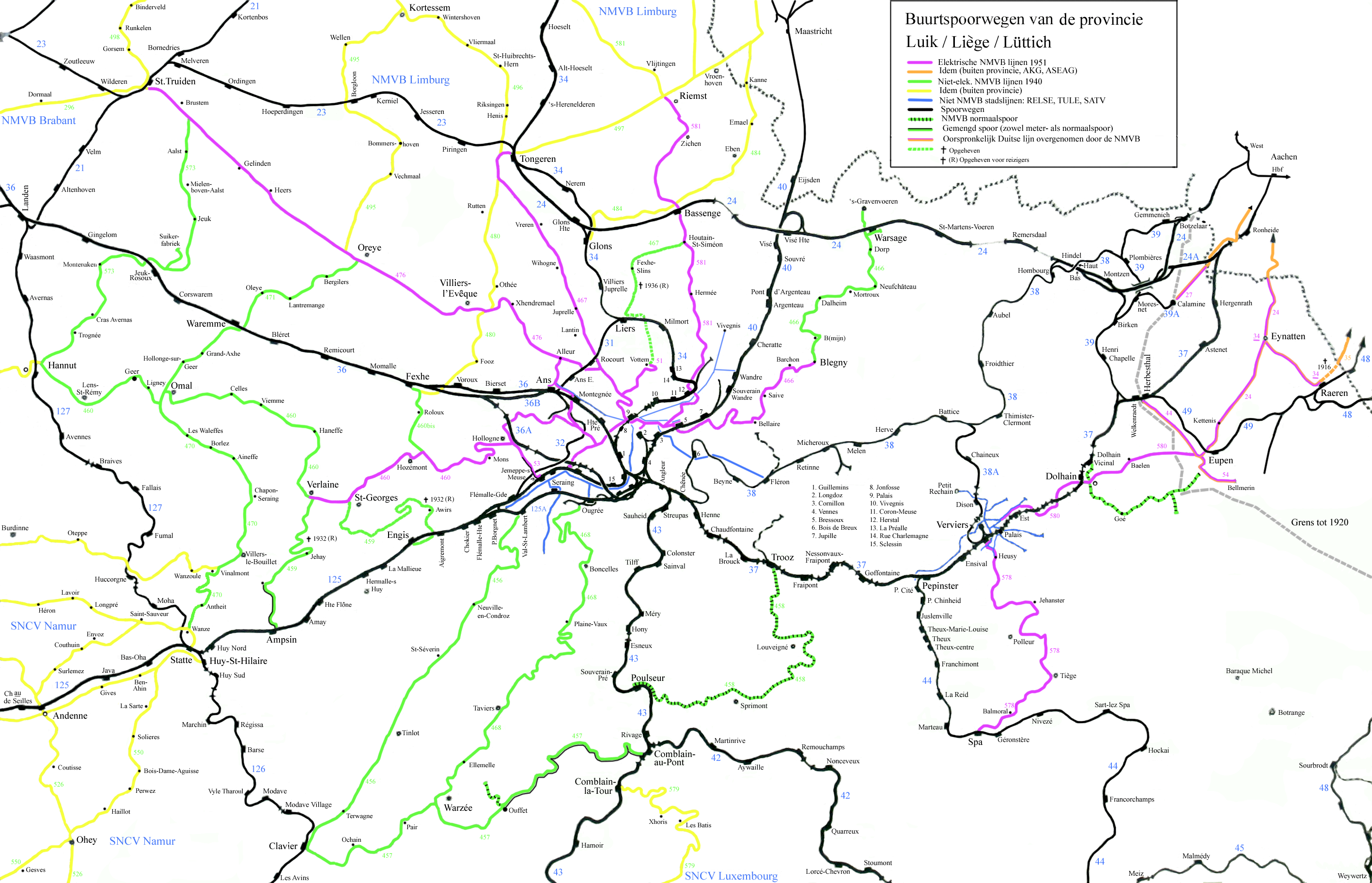
Plan des lignes.

## Groupe de Clavier
| Nom | Alias Autres indices et tableaux | Début du service voyageurs | Fin du service voyageurs | Traction |
| --- | -------------------------------- | -------------------------- | ------------------------ | -------- |
| 456 | /                                | 1890                       | 1952                     | vapeur   |
| 457 | /                                | 1894                       | 1958                     | vapeur   |
| 468 | /                                | 1914                       | 1947                     | vapeur   |

## Groupe d'Eupen
- 577 Eupen - Aix-la-Chapelle ; 1906
- 577 Eupen Hôtel de Ville - Bellmerin ;
- 577 Eupen - Herbesthal ;
- 577 Eupen - Raeren ;
- Eupen - Verviers; 1933

## Groupe de Liège

### Réseau urbain
| Nom | Alias Autres indices et tableaux | Début du service voyageurs | Fin du service voyageurs | Traction   |
| --- | -------------------------------- | -------------------------- | ------------------------ | ---------- |
| 50  | 46, 50, 52, 467, R               | 1901                       | 1955                     | électrique |
| 51  | 45, 51, 52, 467, V               | 1903                       | 1955                     | électrique |
| 53  | 42, 53, 55, 56, 469, H           | 1901                       | 1960                     | électrique |
| 58  | 44, 58, 469, A                   | 1905                       | 1956                     | électrique |
| 60  | 41, 60, 466, J                   | 1910                       | 1955                     | électrique |
| 61  | 43, 57, 61, 469, T               | 1901                       | 1961                     | électrique |
| 62  | 62                               | 1938                       | 1955                     | électrique |

### Lignes provinciales à traction autonome
| Nom   | Alias Autres indices et tableaux | Début du service voyageurs | Fin du service voyageurs | Traction |
| ----- | -------------------------------- | -------------------------- | ------------------------ | -------- |
| 466/1 | /                                |                            |                          | vapeur   |

### Lignes provinciales à traction électrique
| Nom   | Alias Autres indices et tableaux | Début du service voyageurs | Fin du service voyageurs | Traction   |
| ----- | -------------------------------- | -------------------------- | ------------------------ | ---------- |
| 59    | /                                |                            |                          | électrique |
| 466/2 | /                                |                            |                          | vapeur     |
| 467/1 | /                                |                            |                          | électrique |
| 467/2 | /                                |                            |                          | électrique |
| 476   | /                                |                            |                          | électrique |
| 581/3 | /                                |                            |                          | électrique |

## Groupe de Waremme
| Nom   | Alias Autres indices et tableaux | Début du service voyageurs | Fin du service voyageurs | Traction |
| ----- | -------------------------------- | -------------------------- | ------------------------ | -------- |
| 459   | /                                | 1913                       | 1932                     | vapeur   |
| 460/1 | /                                | 1905                       | 1950                     | vapeur   |
| 460/2 | /                                | 1905                       | 1936                     | vapeur   |
| 460/3 | /                                | 1923                       | 1932                     | vapeur   |
| 470   | /                                | 1888                       | 1949                     | vapeur   |

## Autres lignes
- 458 Poulseur - Trooz ;
- 572/1 Hannut - Burdine ;
- 572/2 Burdinne - Vinalmont ;
- 578 Spa - Verviers ;
- Hannut - Saint-Trond
- Waremme - Oreye
- Dolhain - Eupen